# Апальково (Самарская область)
 Апальково — деревня в Кошкинском районе Самарской области. Входит в состав сельского поселения Четыровка.

## География
Находится на левом берегу поймы реки Кондурча на расстоянии примерно 3 километров по прямой на юго-восток от районного центра села Кошки.

## История
Основана в 1840-х годах переселенцами из центра России. На 1910 г. - 55 дворов, 309 жителей. 

## Население
Постоянное население составляло 34 человек (русские 76%) в 2002 году, 33 в 2010 году.